# Jeanne de Marle
Jeanne de Marle (auch Jeanne de Bar, * 1415; † 14. Mai 1462) war Comtesse de Marle et de Soissons, Vicomtesse de Meaux durch ihre Mutter, Comtesse de Saint-Pol durch ihre Ehe, sowie Dame de Condé, Dunkerque, Bourbourg, Gravelines etc. Sie war die einzige Tochter von Robert von Bar, Graf von Marle und Soissons, und Jeanne de Béthune.
Ihr Vater starb im Jahr ihrer Geburt in der Schlacht von Azincourt. Ihre Mutter ging 1418 mit Jean II. de Luxembourg Graf von Ligny ihre zweite Ehe ein. Einige Jahre zuvor hatte ihr Vater auf das Herzogtum Bar verzichtet, dabei aber zur Bedingung gemacht, dass, falls Eduard III. und Ludwig von Bar, die beiden Söhne des Herzogs Robert I. ohne männliche Nachkommen sterben sollten, er sich erlaube, die Nachfolge anzustreben. Eduard III. fiel 1415 in der Schlacht von Azincourt und Ludwig, der für eine Laufbahn in der Kirche vorgesehen war (er wurde Bischof und Kardinal) blieb ledig, ernannte aber zu seinem Nachfolger seinen Großneffen René d’Anjou. Jeanne de Marle beschloss daraufhin, das Barrois für sich zu beanspruchen.
Einen weiteren Streit gab es zwischen Jean de Luxembourg und René d’Anjou um den Besitz der Grafschaft Guise. Jean de Luxembourg ließ sich seinen Anspruch auf Guise durch John of Lancaster, 1. Duke of Bedford bestätigen, griff dann die Burg an und nahm sie 1425 ein. Erst 1433 wurde eine endgültige Vereinbarung getroffen: als Gegenleistung für den Verzicht Jeanne de Marles auf das Barrois verzichtete René auf die Grafschaft Guise. Im gleichen Jahr starb Pierre de Luxembourg, Graf von Saint-Pol und Bruder von Jean de Luxembourg; er hinterließ einen 15-jährigen Sohn, Louis de Luxembourg (1418–1475), zu dessen Vormund sich Jean machte. Da Jean de Luxembourg selbst keine Söhne hatte, ernannte er Louis zu seinem Nachfolger und arrangierte die Ehe zwischen Louis und Jeanne de Marle.
Die Ehe wurde am 16. Juli 1435 geschlossen. Kinder von Louis und Jeanne sind:
- Jean († 1476), Comte de Marle et de Soissons
- Pierre II. († 1482), Comte de Saint-Pol, de Soissons et de Marle, Vater von Marie de Luxembourg, Comtesse de Vendôme
- Charles (* 1447, † 1509), 1472 Bischof von Laon
- Antoine († 1519), Comte de Roussy, de Brienne, dann Comte de Ligny
- Jacqueline († 1511); ⚭ 1455 Philippe de Croy († 1511), Graf von Porcéan
- Héléne († 1488); ⚭ 1466 Janus de Savoie († 1491), Baron de Faucigny